# 卡尔·韦斯特格伦
卡尔·韦斯特格伦（瑞典語：Carl Westergren，1895年10月13日—1958年8月5日），瑞典男子摔跤运动员。他曾代表瑞典参加1920年、1924年、1928年和1932年夏季奥林匹克运动会摔跤比赛，共获得三枚金牌。